# Reis in het heelal
Reis in het heelal is een in 1958 verschenen jeugdboek van de in 1975 overleden schrijver Tjomme de Vries uitgegeven door uitgeverij het Spectrum in de Prismareeks.
In het boek wordt een fantasiereis gemaakt met een fantasieraket en ruimteschip door het heelal om zo op speelse wijze de jeugd vertrouwd te maken met alle facetten van de ruimtevaart en sterrenkunde. De schrijver gaat wel uit van alle feiten zoals die toen (1958) bekend waren en stelde duidelijk dat de reis in de verre toekomst misschien werkelijkheid kan worden. 

## Het verhaal
Het boek begint met een algemene uitleg van de ruimtevaart en sterrenkunde. In elk hoofdstuk worden eerst alle dan bekende feiten van het te bezoeken hemellichaam uitgelegd waarna de fantasiereis begint.
Als eerste bestemming vertrekken de schrijver en enkele andere astronauten met hun raket met het ruimteschip naar de Maan om daar te landen en het maanlandschap te verkennen wat in dat jaar in werkelijkheid nog helemaal niet mogelijk was. 
Na de Maan vertrekt de raket met het ruimteschip naar Mercurius langs de Zon naar Venus waar ze aan de oppervlakte landen en blijkt dat Venus uit een grote oceaan bestaat met een tropisch klimaat en enkele eilandjes waar ze op een daarvan landen. Ze trekken hun ruimtepak aan en meten een temperatuur van 50 graden Celsius. Ze treffen een soort waterplanten aan en in de oceaan vangen ze met hun hengel een soort beenachtige vis zonder schubben maar besluiten deze niet op te eten en gooien hem weer terug in de oceaan. In werkelijkheid is een landing op Venus helemaal niet mogelijk gezien de temperatuur van rond de 480 graden Celsius en een extreem hoge luchtdruk waarbij men verpletterd zou worden en waarbij helemaal geen water kan bestaan. Maar toentertijd bestonden er nog verschillende theorieën over het oppervlak van Venus en ook wist men toen de juiste temperatuur en luchtdruk nog niet. Hierbij geeft de schrijver duidelijk aan dat hij heeft gekozen voor deze theorie. Daarna gaan ze naar Mars waarbij ze een dor roodachtig landschap aantreffen begroeid met een soort leerachtig mos. 
Hierna gaan ze verder het zonnestelsel in langs alle planeten om het uiteindelijk te verlaten en koers te zetten naar andere delen van het heelal. De schrijver geeft aan dat er een theorie bestaat dat men sneller kan reizen zonder dat men zelf veel ouder wordt maar dat op aarde er miljarden jaren verstrijken. Dit is de tijddilatatie die volgt uit de speciale relativiteitstheorie. De schrijver geeft dan ook aan dat hij voor deze theorie kiest en zodoende komen ze bij een dwergachtige rode ster aan waar vier planeten om cirkelen. Drie daarvan zijn gasreuzen maar de binnenste planeet is een aardachtige planeet welke dichter bij zijn ster staat dan de aarde maar de ster is dan ook een rode dwergster. Na landing blijkt de oppervlakte in zijn geheel door maar een soort zonnebloemen in beslag te worden genomen. Als ze met het ruimteschip landen kijken alle zonnebloemen steeds hun richting op zodat verondersteld wordt dat de zonnebloemen wellicht uit een enkel levend wezen zou bestaan.
Uiteindelijk bezoeken ze nog de uiterste randen van het heelal 100 miljoen lichtjaar van de aarde, de Comahoop. Uiteindelijk keert het ruimteschip terug naar de aarde omdat de astronauten heimwee hebben en als ze de zon weer als helderste ster in hun telescoop waarnemen en later ook de blauwe aarde en witte maan zien zijn ze blij weer thuis te komen maar waar voor de astronauten maar een maand is verstreken en ze 200 miljoen lichtjaar hebben afgelegd zijn er op aarde enige miljarden jaren verstreken en zijn de continenten onherkenbaar veranderd en is de mens en alle infrastructuur verdwenen. Ze treffen alleen nog een soort Neanderthalers aan met een bruine leerachtige huid lijkend op dat van een reptiel. Het boek eindigt dan ook met de astronauten die zich niet meer thuis voelen op aarde en zwijgend terugkeren naar hun ruimteschip.
Het laatste hoofdstuk behandelt de sterrenhemel op aarde met een aantal kaarten om zelf met een kijker naar de sterren op zoek te gaan. Nadrukkelijk stelt de schrijver dat dit hoofdstuk ook als eerste kan worden gelezen om zo al vast wat basiskennis op te doen.